# Pour le Mérite
Pour le Mérite (fransk: For dåden) eller Blauer Max (Blå Max) er en tysk orden, der blev indstiftet i Preussen i 1667. Den var landets højeste militære fortjenstorden og blev særligt berømt under 1. verdenskrig. Ordenstegnet udgøres af et blåt emaljeret malteserkors med et kronet F på øverste arm og teksten Pour le Mérite spredt over de tre øvrige. Den bæres i et ordensbånd i sort og sølv.
Ordenen var både civil og militær indtil kong Frederik Vilhelm den 3. i 1810 kundgjorde, at ordenen herefter kun skulle tildeles tjenestgørende militært personel. I 1842 indstiftede Frederik Wilhelm den 4. ordenens såkaldte fredsklasse Pour le Mérite für Wissenschaften und Künste med de tre sektioner humaniora, naturvidenskab og kunst. En af de mest berømte kunstnere, der fik ordenen var Käthe Kollwitz. 
Under 1. verdenskrig blev ordenen særligt tildelt piloter i Luftstreitkräfte, der havde nedskudt fjendtlige fly. Max Immelmann blev den første modtager, hvorefter ordenen blev kendt som Blauer Max. Hermann Göring modtog den også. Modtagerne var pålagt at bære den, når de var i uniform.
Pour le Mérite blev afskaffet med kejserens abdicering den 9. november 1918, men i 1952 blev den genindstiftet af præsident Theodor Heuss. Der har siden været en begrænsning for, hvor mange der kan besidde ordenen samtidigt.
Danskere, der har været dekoreret med ordenen, er H.C. Ørsted, Adam Oehlenschläger, J.N. Madvig og Niels Bohr.